# Marie-Antoinette de Habsbourg-Toscane (1858-1883)
Pour les articles homonymes, voir Marie-Antoinette d'Autriche (homonymie).
L'archiduchesse Marie-Antoinette de Habsbourg-Toscane (10 janvier 1858 - 13 avril 1883) est un membre de la maison de Habsbourg-Lorraine. Elle est princesse-abbesse du couvent royal et impérial thérésien de Hradčany de 1881 jusqu'à sa mort en 1883.

## Biographie
L'archiduchesse Marie-Antoinette, née le 10 janvier 1858 à Florence, est l'unique enfant issu du mariage de Ferdinand IV de Toscane et de la princesse Anne Marie de Saxe ,,, fille du roi Jean Ier de Saxe et de la princesse Amélie de Bavière. Sa mère meurt en 1859. Plus tard cette année-là, son père devient grand-duc de Toscane. En 1860, le grand-duché de Toscane est annexé par le royaume de Sardaigne. Après l'annexion, sa famille déménage à Salzbourg. En 1868, son père se remarie avec la princesse Alice de Bourbon-Parme.
En 1881, Marie-Antoinette est élevée par François-Joseph Ier d'Autriche au rang de princesse-abbesse de l'Institution impériale et royale thérésienne des nobles dames à Hradčany. Elle est également une dame de première classe de l'Ordre de la Croix étoilée.
Elle est aussi écrivain et publie des ouvrages en allemand sous le pseudonyme d'Arno .
En novembre 1882, elle s'installe à Cannes à la recherche d'un meilleur climat pour sa santé fragile et s'installe à la Villa Félicie. Elle meurt à Cannes le 13 avril 1883 .